# Złamanie Essexa-Loprestiego
Złamanie Essexa-Loprestiego (ang. Essex-Lopresti fracture) – złamanie głowy lub szyjki kości promieniowej z jednoczesnym zwichnięciem stawu promieniowo-łokciowego dalszego i przerwaniem błony międzykostnej przedramienia. Jest stosunkowo rzadkim typem złamania. Powstaje najczęściej w mechanizmie pośrednim.